# Groot-Duitse Volkspartij

De vlag van Duitsland was tevens de partijvlag van de GDVP

De Groot-Duitse Volkspartij (Duits: Großdeutsche Volkspartei), was een Oostenrijkse politieke partij ten tijde van de Eerste Republiek.

## Geschiedenis
De Groot-Duitse Volkspartij (GDVP of GdP) kwam op 8 augustus 1920 voort uit de in 1919 opgerichte Großdeutsche Vereinigung van Franz Dinghofer, een deel van de Duitsliberalen en de Duitsnationalen en 14 andere partijen en partijtjes. De GDVP streefde naar een Groot-Duitsland en waren dus aanhangers van de Anschluss-gedachte. Anders dan de sociaaldemocraten, die vooral om economische redenen voorstander van een Anschluss waren, was de GDVP vooral om etnische redenen voorstander van een samengaan van Oostenrijk en Duitsland. Het Verdrag van Saint-Germain dat Oostenrijk in 1919 met de Ententemogendheden sloot verbood echter nadrukkelijk een Anschluss. Het is dan ook niet verwonderlijk dat de GDVP een fel tegenstander was van het vredesverdrag, terwijl de Sociaal-Democratische Partij van Oostenrijk (SDAPÖ) en de Christelijk-Sociale Partij (CS) achter het vredesverdrag stonden.
Van 1921 tot 1932 maakte de GDVP deel uit van de bondsregeringen onder leiding van de CS en van 1922 tot 1927 leverde de GDVP de vicekanselier.
De GDVP was gericht tegen alles wat een eventuele Anschluss in de weg kon staan. De partij was bijzonder gekant tegen de pogingen van met name de CS om Oostenrijks patriottisme aan te wakkeren. Verder was de GDVP tegen het internationalisme van de SDAPÖ en de pogingen van monarchisten om het keizerrijk onder het Huis Habsburg te herstellen. De GDVP, niet geheel vrij van antisemitisme, werd steeds verder in de armen gedreven van de Oostenrijkse nazipartij. In 1933 sloot de GDVP een verkiezingsalliantie met de NSDAP. De aan invloed winnende NSDAP/GDVP coalitie leidde ertoe dat bondskanselier Engelbert Dollfuss in maart 1933 alle macht naar zich toetrok en alle politieke partijen verbood.
De GDVP die tijdens de Eerste Republiek de derde partij van het land telde onder haar aanhangers vooral bureaucraten, studenten en leraren.
Na de Tweede Wereldoorlog sloten Duitsnationalen in Oostenrijk zich aan bij het Verband van Onafhankelijken (Verband der Unabhängigen), de voorloper van de in 1956 opgerichte Vrijheidspartij van Oostenrijk (Freiheitliche Partei Österreichs).

## Vlag
De partijvlag van de GDVP was de vlag van Duitsland, het Schwarz-Rot-Gold ("Zwart-Rood-Goud").

## Verkiezingsuitslagen 1919-1930
| Nationale Raad (Nationalrat) | Nationale Raad (Nationalrat) |
| ---------------------------- | ---------------------------- |
| 1919                         | 24                           |
| 1920                         | 21                           |
| 1923                         | 10                           |
| 1927                         | 12                           |
| 1930                         | 19                           |
| Bron: elisanet.fi            |                              |